# Crise aquífera de Flint

## Introdução
A crise aquífera de Flint teve seu começo em 2014 quando a fonte de água potável da cidade de Flint (Michigan) foi trocada dos Lago Huron e Rio Detroit pelo mais barato Rio Flint. Devido ao tratamento insuficiente, chumbo lixiviou dos canos e contaminou a água potável, expondo mais de 100 000 residentes. Depois de alguns estudos científicos provarem que a contaminação por chumbo estava presente no suprimento de água, um estado federal de emergência foi declarado em janeiro de 2016 e seus residentes foram instruídos a só usar água engarrafada ou filtrada para beber, cozinhar, limpar e tomar banho. No começo de 2017, a qualidade da água havia retornado à níveis aceitáveis; entretanto, os residentes foram instruídos a continuar usando água engarrafada ou filtrada até que todos os canos de chumbo tenham sido trocados, o que não é esperado que termine antes de 2020.

## Resumo

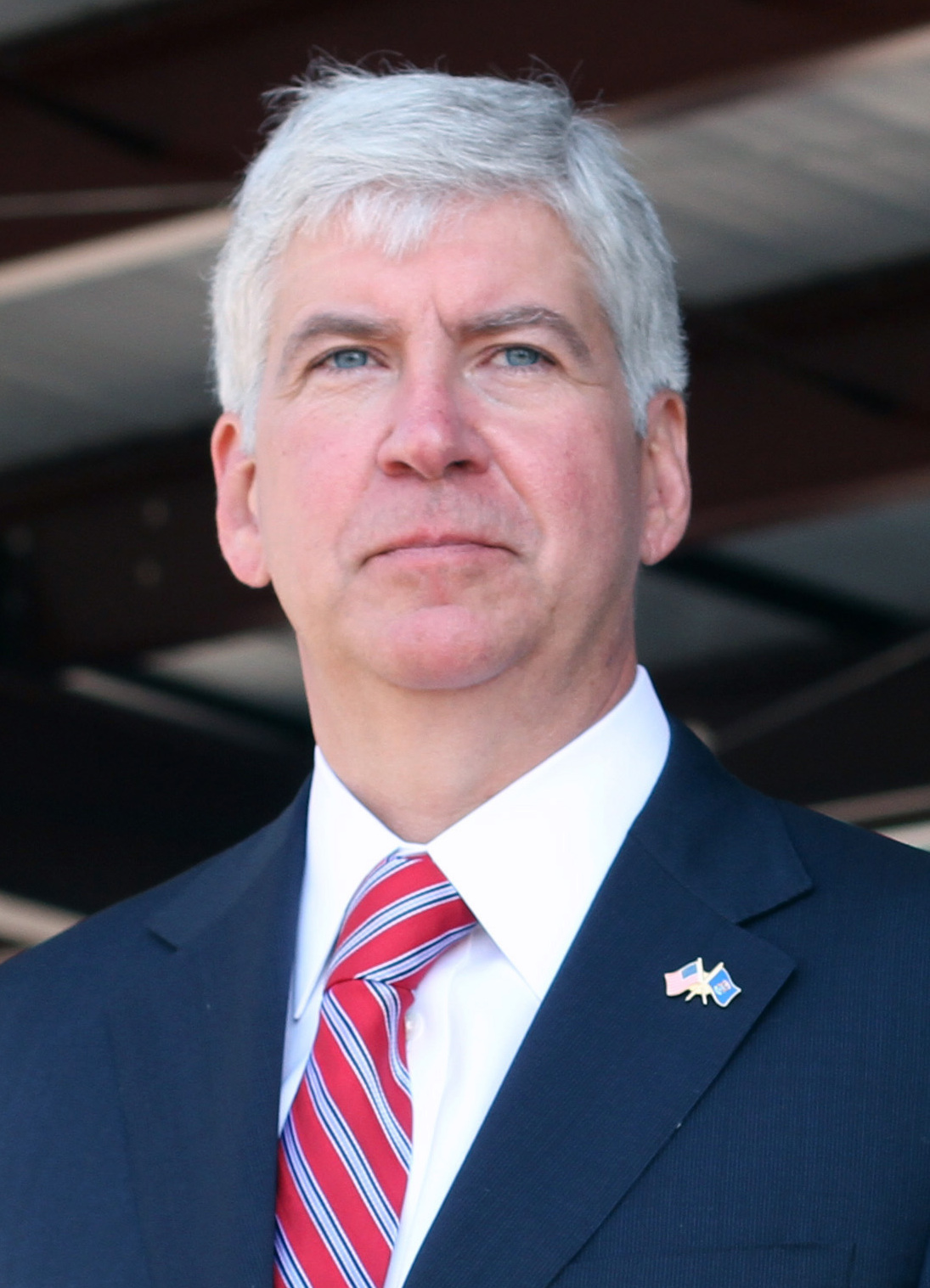
Governador do Estado de Michigan 2011-2018

O Governador Rick Snyder, do Estado de Michigan nos Estados Unidos, membro do Partido Republicano, desde e sua administração tem sido amplamente culpados pelos erros que levaram até a crise, com várias pessoas pedindo por sua renúncia. Seu mandato acabou no dia 1 de janeiro de 2019.
O contaminação da água potável começou em abril de 2014, quando Flint trocou sua fonte da água tratada do Detroit Water and Sewerage Department (que a tirada do Lago Huron e o Rio Detroit) para o Rio Flint. Os oficiais falharam em colocar inibidores de corrosão na água. Como resultado, vários problemas ocorreram que culminaram com contaminação por chumbo, criando um perigo sério de Saúde pública.
A água do Rio Flint que foi tratada de forma imprópria fez com que o chumbo saísse dos encanamentos envelhecidos ao ocorrer a lixiviação no suprimento de água, levando a níveis extremamente elevados de neurotoxinas de metais pesados. Em Flint, entre 6 000 e 12 000 crianças foram expostas á água potável com altos níveis de chumbo e elas podem experimentar um grande número de problemas de saúde. Estado de emergência em saúde pública - 79 ações judiciais.
Devido á mudança da fonte de água, a porcentagem de crianças em Flint com níveis elevados de chumbo no sangue devem ter subido de 2,5% em 2013 para tanto que 5% em 2015. A mudança na fonte de água também é a causa possível do surto da Doença dos legionários no condado, que matou 10 pessoas e afetou outras 77.